# Гаплогруппа P (Y-ДНК)
В популяционной генетике и геногеографии человека, изучающих Y-хромосомные гаплогруппы, гаплогруппа P-P295 (она же K2b2) — патрилинейная наследственность, возникшая, вероятнее всего, более 30 тысяч лет назад в Азии, определяемая по целому ряду уникальных меток (а именно: 92R7_1, 92R7_2, L138, L268, L405, L471/PF5989, L536/PF5860, L721/PF6020, L741, L768/PF5976/YSC0000274, L779/PF5907/YSC0000251, L781/PF5875/YSC0000255, M45/PF5962, M74/N12, P27.1_1/P207, P27.1_2, P69, P226/PF5879, P228/PF5927, P230/PF5925, P235/PF5946, P237/PF5873, P239, P240/PF5897, P243/PF5874, P244, P281/PF5941, P282/PF5932, P283/PF5966, P284, P295/PF5866/S8, Page83, V231), что может говорить о периоде достаточно долгой её изоляции. Поскольку от неё через P1-M45=K2b2a происходят гаплогруппы R и Q, является макрогруппой.
Потомки гаплогруппы P=K2b2 доминируют среди индоевропейцев (подветвь R) и тюркских народов (подветвь R), и американских индейцев (подветвь Q), а также составляют значительную часть населения Центральной и Южной Азии.

## Происхождение
Гаплогруппа P (она же K2b2) произошла от субклады K2b-M1221/P331/PF5911 примерно 44 300 л. н. Последний общий предок современных носителей гаплогруппы P жил 31 900 лет назад (даты определены по снипам компанией YFull). Субклада K2b произошла от гаплогруппы K2=K(xLT) (M526), которая  в свою очередь происходит от гаплогруппы K (M9). От гаплогруппы P=K2b2 произошла субклада P1=K2b2a (M45). 
Древним носителем предковой K2b* был Тяньюаньский человек, живший ~40 тыс.л.н. недалеко от Пекина. А вот пришли ли его предки северным континентальным путём (через Алтай) или южным береговым (через Индокитай и Китай), и как именно расселялись потомки – на этот счёт в ходу две гипотезы:
1. Гаплогруппа P возникает к северу от Гиндукуша, в Сибири, Казахстане, Узбекистане, либо же где-то на протяжении Великого шёлкового пути на территории китайских провинций Синьцзяна, Ганьсу или Нинся́, затем около 35 тыс.л.н. она широко распространяется по тундростепи в северных направлениях. Эта версия поддерживается тем, что P* (P1*) встречается в Средней, Восточной и Северо-Восточной Азии (а также среди американских индейцев), а также что к этому району примыкают и зоны распространения дочерних от P1 групп: — R-M207 (K2b2a2) и Q-M207 (K2b2a1). Древнейший носитель подгруппы P1 (32-30 тыс.л.н.) также обнаружен в Сибири – на Янской стоянке почти у са́мого Ледовитого Океана.

1. Движение предковой группы K2b шло южным маршрутом — вдоль Сычуаньских Альп и — уже из района Ганьсу и Нинся́ — вдоль Шёлкового пути на запад и в сторону Чукотки на север-восток. Климат в ту эпоху отличался от современного, так что в Таримской низменности, Монголии и Маньчжурии была более обильная флора и фауна, что могло сделать те края более привлекательными для жизни. Уровень моря был до 112 метров ниже 18 тыс.л.н., и почти столь же низким на протяжении последних 100 тысячелетий, что способствовало быстрому прибрежному расселению гаплогруппы K и K(xLT) по Восточной Азии, через степи севернее Пекина на запад к Таримской впадине и на восток в Маньчжурию. Эта версия подкрепляется фактами обнаружения древних линий P* в Южной, Юго-Восточной и Восточной Азии (а также в Океании), а также тем, что именно в юго-восточной Азии и Океании распространена и сестринская для P группа K2b1 (её линии M (K2b1b) и S (K2b1a)).

Возможно, что большинство или многие из описанных случаев P* на Востоке в действительности относятся к недавно открытой кладе P2, тогда группа распадается на "сибирский кластер" P1 и "филиппинский кластер" P2. Но в любом случае, присутствие в китайском регионе P* и MS оставляет хорошую поддержку версии о возникновении группы P именно где-то на юго-востоке Азии. С другой стороны, родственная группа NO1 (K2a2), хоть и подверглась наибольшей дивергенции в монгольском регионе, самые древние линии N* и O* также в Сычуани, а её предковая K2a* – у Усть-Ишимского человека и (K2a1) на древних Карпатах и (единичные случаи) в Индии. Так что возможен почти любой сценарий перемещения групп в эпоху 40-30 тыс.л.н. между Восточной Азией и Сибирью: это было время огромной мобильности маленьких популяций.

### Палеогенетика
- У двух фрагментированных молочных зубов, найденных на Янской стоянке (возраст ~31,6 тыс. лет назад), определена Y-хромосомная гаплогруппа P1 (K2b2)[5].
- Гаплогруппа P1 была обнаружена у представителя потаповской культуры I0246/SVP41 (могильник Утёвка VI), жившего 2200—1800 лет до н. э.[6], и у обитателя неолитического поселения Ганджи-Даре в Иранском Курдистане[7]. P1 в немецких образцах Esperstedt (I1542/ESP33) и Tiefbrunn (RISE434) возможно недотипированные образцы.
- Гаплогруппу P-P295 определили у образца HistAndaman historical с Андаманских островов[8].

## Этногеографическое распределение
Подавляющее большинство носителей M45 относятся к одной из двух её больших ветвей: R или Q, однако парагруппа P* также встречается у сибирских и дальневосточных народов, в Средней и Восточной Азии, а также на хорватском острове Хвар (что могло произойти вследствие миграции аваров), у ашкеназов, индейцев и у народов Южной Азии и Океании.  У филиппинского племени аэта базальная гаплогруппа P* достигает 28%, обнаружены субклады P1* (М45) и P2 (Р-B253). У тиморцев Индонезии базальная P* достигает 10%. Остров Лусон является также единственным местом где ветви Р*, Р1* и очень редкая Р2 встречаются вместе, а также высока доля гаплогруппы K2b1.